# Люксембург на «Евровидении»
Люксембург был одной из стран, участвовавших в самом первом конкурсе песни Евровидение в 1956 году. Эта страна также является одной из самых успешных участников конкурса, победив 5 раз.
В период с 1956 по 1993 год страна участвовала во всех конкурсах, кроме одного, пропустив лишь конкурс 1959 года. После того, как в 1993 году Люксембург занял место среди семи последних стран, он был исключен из списка участников и не смог принять участие в конкурсе в 1994 году. Страна не вернулась на конкурс в 1995 году и больше не появлялась на нём в течение следующих трех десятилетий. В 2024 году, впервые с 1994 года страна вернулась на Евровидение, пройдя в финал: страну представила певица Тали Голергант.
С пятью победами Люксембург является одной из самых успешных стран конкурса, а в период с 1983 по 1994 год ему принадлежал рекорд по количеству побед одной страны на конкурсе. Люксембург выиграл конкурс в общей сложности 5 раз:
- в 1961 году с песней «Nous les amoureux» в исполнении Жан-Клода Паскаля;
- в 1965 году с песней «Poupée de cire, poupée de son» в исполнении Франс Галль;
- в 1972 году с песней «Après toi» в исполнении Вики Леандрос;
- в 1973 году с песней «Tu te reconnaîtras» Анна-Мария Давид;
- в 1983 году с песней «Si la vie est cadeau» в исполнении Корин Эрме.

Конкурс проводился в Люксембурге четыре раза: в 1962, 1966, 1973 и 1984 годах, и все они проходили в одноимённой столице. В 1974 году Люксембург отказался от проведения конкурса песни по финансовым причинам, несмотря на победу в конкурсе песни 1973 года и в конечном итоге конкурс песни 1974 года прошёл в городе Брайтон в Великобритании.
Помимо пяти побед, Люксембург дважды занимал третье место в 1962 и 1986 годах, а в целом 13 раз входил в пятёрку и 20 раз в десятку лучших. В последующие годы судьба Люксембурга на конкурсе изменилась: семь последних выступлений страны в 1980-х и 1990-х годах привели к четырем местам в нижней пятерке, что в конечном итоге привело к понижению рейтинга и последующему неучастию страны.
За 39 лет участия Люксембург получил 1573 балла.

## Участники
Победитель
     Второе место
     Третье место
     Четвертое место
     Пятое место
     Последнее место
     Автоматический проход в финал
     Не прошла в финал
     Не участвовала или была дисквалифицирована
     Несостоявшееся участие
| Год                          | Место проведения   | Исполнитель                                                                    | Язык                    | Песня                             | Перевод                           | Финал | Финал | Полуфинал           | Полуфинал           |
| Год                          | Место проведения   | Исполнитель                                                                    | Язык                    | Песня                             | Перевод                           | Место | Баллы | Место               | Баллы               |
| ---------------------------- | ------------------ | ------------------------------------------------------------------------------ | ----------------------- | --------------------------------- | --------------------------------- | ----- | ----- | ------------------- | ------------------- |
| 1956                         | Лугано             | Мишель Арно                                                                    | Французский             | «Ne Crois Pas»                    | «Не верь»                         | 6     | N/A   | Полуфиналов не было | Полуфиналов не было |
| 1956                         | Лугано             | Мишель Арно                                                                    | Французский             | «Les Amants De Minuit»            | «Влюблённые в полночь»            | 13    | N/A   | Полуфиналов не было | Полуфиналов не было |
| 1957                         | Франкфурт-на-Майне | Даниэль Дюпре                                                                  | Французский             | «Amours Mortes (Tant De Peine)»   | «Мёртвые любови (столько боли)»   | 4     | 8     | Полуфиналов не было | Полуфиналов не было |
| 1958                         | Хилверсюм          | Соланж Берри                                                                   | Французский             | «Un Grand Amour»                  | «Великая любовь»                  | 9     | 1     | Полуфиналов не было | Полуфиналов не было |
| Не участвовал в 1959         |                    |                                                                                |                         |                                   |                                   |       |       |                     |                     |
| 1960                         | Лондон             | Камилло Фельген                                                                | Люксембургский          | «So Laang We’s Du Do Bast»        | «Пока ты рядом»                   | 13    | 1     | Полуфиналов не было | Полуфиналов не было |
| 1961                         | Канны              | Жан-Клод Паскаль                                                               | Французский             | «Nous Les Amoureux»               | «Мы влюблённые»                   | 1     | 31    | Полуфиналов не было | Полуфиналов не было |
| 1962                         | Люксембург         | Камилло Фельген                                                                | Французский             | «Petit Bonhomme»                  | «Маленький человек»               | 3     | 11    | Полуфиналов не было | Полуфиналов не было |
| 1963                         | Лондон             | Нана Мускури                                                                   | Французский             | «À Force De Prier»                | «Силой молитвы»                   | 8     | 13    | Полуфиналов не было | Полуфиналов не было |
| 1964                         | Копенгаген         | Юг Офрэ                                                                        | Французский             | «Dès Que Le Printemps Revient»    | «Как только возвращается весна»   | 4     | 14    | Полуфиналов не было | Полуфиналов не было |
| 1965                         | Неаполь            | Франс Галль                                                                    | Французский             | «Poupée de cire, poupée de son»   | «Поющая восковая кукла»           | 1     | 32    | Полуфиналов не было | Полуфиналов не было |
| 1966                         | Люксембург         | Мишель Торр                                                                    | Французский             | «Ce Soir Je T’Attendais»          | «Этим вечером я ждала тебя»       | 10    | 7     | Полуфиналов не было | Полуфиналов не было |
| 1967                         | Вена               | Вики Леандрос                                                                  | Французский             | «L’Amour Est Bleu»                | «Любовь синего цвета»             | 4     | 17    | Полуфиналов не было | Полуфиналов не было |
| 1968                         | Лондон             | Крис Бальдо и Софи Гарель                                                      | Французский             | «Nous Vivrons D’Amour»            | «Мы будем жить любовью»           | 11    | 5     | Полуфиналов не было | Полуфиналов не было |
| 1969                         | Мадрид             | Ромуальд                                                                       | Французский             | «Cathérine»                       | «Катерина»                        | 11    | 7     | Полуфиналов не было | Полуфиналов не было |
| 1970                         | Амстердам          | Дэвид Александр Уинтер                                                         | Французский             | «Je Suis Tombé Du Ciel»           | «Я упал с небес»                  | 12    | 0     | Полуфиналов не было | Полуфиналов не было |
| 1971                         | Дублин             | Моник Мельсен                                                                  | Французский             | «Pomme, Pomme, Pomme»             | «Яблоко, яблоко, яблоко»          | 13    | 70    | Полуфиналов не было | Полуфиналов не было |
| 1972                         | Эдинбург           | Вики Леандрос                                                                  | Французский             | «Après Toi»                       | «После тебя»                      | 1     | 128   | Полуфиналов не было | Полуфиналов не было |
| 1973                         | Люксембург         | Анна-Мария Давид                                                               | Французский             | «Tu te reconnaîtras»              | «Ты себя узнаешь»                 | 1     | 129   | Полуфиналов не было | Полуфиналов не было |
| 1974                         | Брайтон            | Айрин Шир                                                                      | Французский             | «Bye Bye I Love You»              | «Пока, пока, я люблю тебя»        | 4     | 14    | Полуфиналов не было | Полуфиналов не было |
| 1975                         | Стокгольм          | Джеральдин                                                                     | Французский             | «Toi»                             | «Ты»                              | 5     | 84    | Полуфиналов не было | Полуфиналов не было |
| 1976                         | Гаага              | Юрген Маркус                                                                   | Французский             | «Chansons Pour Ceux Qui S’Aiment» | «Песни для тех, кто влюблён»      | 14    | 17    | Полуфиналов не было | Полуфиналов не было |
| 1977                         | Лондон             | Анна-Мария Бесс                                                                | Французский             | «Frère Jacques»                   | «Братец Яков»                     | 16    | 17    | Полуфиналов не было | Полуфиналов не было |
| 1978                         | Париж              | Baccara                                                                        | Французский             | «Parlez-Vous Français?»           | «Вы говорите по-французски?»      | 7     | 73    | Полуфиналов не было | Полуфиналов не было |
| 1979                         | Иерусалим          | Джин Мэнсон                                                                    | Французский             | «J’ai Déjà Vu Ça Dans Tes Yeux»   | «Я уже видела это в твоих глазах» | 13    | 44    | Полуфиналов не было | Полуфиналов не было |
| 1980                         | Гаага              | Софи и Магали                                                                  | Французский             | «Papa Pingouin»                   | «Папа-пингвин»                    | 9     | 56    | Полуфиналов не было | Полуфиналов не было |
| 1981                         | Дублин             | Жан-Клод Паскаль                                                               | Французский             | «C’est Peut-Être Pas L’Amérique»  | «Да, это не Америка»              | 11    | 41    | Полуфиналов не было | Полуфиналов не было |
| 1982                         | Харрогейт          | Светлана                                                                       | Французский             | «Cours Après Le Temps»            | «Беги за временем»                | 6     | 78    | Полуфиналов не было | Полуфиналов не было |
| 1983                         | Мюнхен             | Корин Эрме                                                                     | Французский             | «Si La Vie Est Cadeau»            | «Если жизнь — это подарок»        | 1     | 142   | Полуфиналов не было | Полуфиналов не было |
| 1984                         | Люксембург         | Софи Карл                                                                      | Французский             | «100% D’Amour»                    | «100% любви»                      | 10    | 39    | Полуфиналов не было | Полуфиналов не было |
| 1985                         | Гётеборг           | Марго, Франк Оливье, Дайан Соломон, Айрин Шир, Крис Робертс и Малкольм Робертс | Французский             | «Children, Kinder, Enfants»       | «Дети»                            | 13    | 37    | Полуфиналов не было | Полуфиналов не было |
| 1986                         | Берген             | Шерис Лоранс                                                                   | Французский             | «L’Amour De Ma Vie»               | «Любовь моей жизни»               | 3     | 117   | Полуфиналов не было | Полуфиналов не было |
| 1987                         | Брюссель           | Пластик Бертран                                                                | Французский             | «Amour, Amour»                    | «Любовь, любовь»                  | 21    | 4     | Полуфиналов не было | Полуфиналов не было |
| 1988                         | Дублин             | Лара Фабиан                                                                    | Французский             | «Croire»                          | «Верить»                          | 4     | 90    | Полуфиналов не было | Полуфиналов не было |
| 1989                         | Лозанна            | Park Café                                                                      | Французский             | «Monsieur»                        | «Месье»                           | 20    | 8     | Полуфиналов не было | Полуфиналов не было |
| 1990                         | Загреб             | Селин Карзо                                                                    | Французский             | «Quand Je Te Rêve»                | «Когда я мечтаю о тебе»           | 13    | 38    | Полуфиналов не было | Полуфиналов не было |
| 1991                         | Рим                | Сара Брэ                                                                       | Французский             | «Un Baiser Volé»                  | «Украденный поцелуй»              | 14    | 29    | Полуфиналов не было | Полуфиналов не было |
| 1992                         | Мальмё             | Марион Вельтер и Kontinent                                                     | Люксембургский          | «Sou Fräi»                        | «Так свободна»                    | 21    | 10    | Полуфиналов не было | Полуфиналов не было |
| 1993                         | Милстрит           | Modern Times                                                                   | Французский             | «Donne-Moi Une Chance»            | «Дай мне шанс»                    | 20    | 11    | Полуфиналов не было | Полуфиналов не было |
| Не участвовал с 1994 по 2023 |                    |                                                                                |                         |                                   |                                   |       |       |                     |                     |
| 2024                         | Мальмё             | Тали                                                                           | Французский, английский | «Fighter»                         | «Боец»                            | 13    | 103   | 5                   | 117                 |
| 2025                         | Базель             | Лаура Торн                                                                     | Французский             | «La poupée monte le son»          | «Кукла повысила голос»            | 22    | 47    | 7                   | 62                  |
| 2026                         | Вена               |                                                                                |                         |                                   |                                   |       |       |                     |                     |

## Голосование Люксембурга в Финале конкурса (1956—1993)
| №  | Страна         | Люксембург Отдал | Люксембург Получил |
| -- | -------------- | ---------------- | ------------------ |
| 1  | Великобритания | 174              | 87                 |
| 2  | Италия         | 79               | 79                 |
| 3  | Бельгия        | 65               | 76                 |
| 4  | Германия       | 87               | 80                 |
| 5  | Греция         | 29               | 25                 |
| 6  | Дания          | 37               | 36                 |
| 7  | Израиль        | 84               | 45                 |
| 8  | Ирландия       | 116              | 96                 |
| 9  | Испания        | 91               | 71                 |
| 10 | Кипр           | 8                | 32                 |
| 11 | Мальта         | 31               | 36                 |
| 12 | Нидерланды     | 82               | 80                 |
| 13 | Норвегия       | 49               | 61                 |
| 14 | Португалия     | 70               | 97                 |
| 15 | Турция         | 19               | 26                 |
| 16 | Финляндия      | 39               | 83                 |
| 17 | Швейцария      | 106              | 53                 |
| 18 | Швеция         | 76               | 77                 |
| 19 | Франция        | 121              | 89                 |
| 20 | Монако         | 43               | 43                 |
| 21 | Исландия       | 13               | 9                  |
| 22 | Австрия        | 27               | 72                 |
| 23 | Югославия      | 40               | 69                 |
| 24 | Словения       | 0                | 1                  |

## Как принимающая страна
| Год  | Город      | Место проведения           | Ведущий (ведущие) |
| ---- | ---------- | -------------------------- | ----------------- |
| 1962 | Люксембург | Villa Louvigny             | Mireille Delannoy |
| 1966 | Люксембург | Villa Louvigny             | Josiane Shen      |
| 1973 | Люксембург | Nouveau Théâtre Luxembourg | Helga Guitton     |
| 1984 | Люксембург | Kirchberg Theatre          | Дезире Нозбуш     |

### Комментарии
1. ↑  В номере и тексте есть отсылки к композиции Франс Галль «Poupée de cire, poupée de son», которая победила в 1965 году.